# برونو بيرون
برونو بيرون (بالبرتغالية: Bruno Caldini Perone‏) (6 يوليو 1987 بساو باولو في البرازيل - ) هو لاعب كرة قدم برازيلي في مركز الوسط. لعب مع غريميو نوفوريزونتينو وكوينز بارك رينجرز ونادي أيه بي سي ونادي خيريث ونادي فيغورينسي ونادي إيكاسا وجريميو نوفوريزونتينو ونادي تومبينس ونادي كيرلا بلاستيرز وWilmington Hammerheads FC ‏ وJ. Malucelli Futebol ‏ ونادي ميراسول ونادي نوروستي الرياضي وأتلتيكو لينينسي.

## وصلات خارجية
- برونو بيرون على موقع قاعدة بيانات كرة القدم.إي يو (الإنجليزية)
- برونو بيرون على موقع Soccerbase.com (لاعب) (الإنجليزية)
- برونو بيرون على موقع Soccerway.com (الإنجليزية)
- برونو بيرون على موقع عالم كرة القدم.نت (الإنجليزية)